# Beaucamps-le-Jeune
Beaucamps-le-Jeune és un municipi francès situat al departament del Somme i a la regió dels Alts de França. L'any 2007 tenia 188 habitants.

## Demografia

### Població

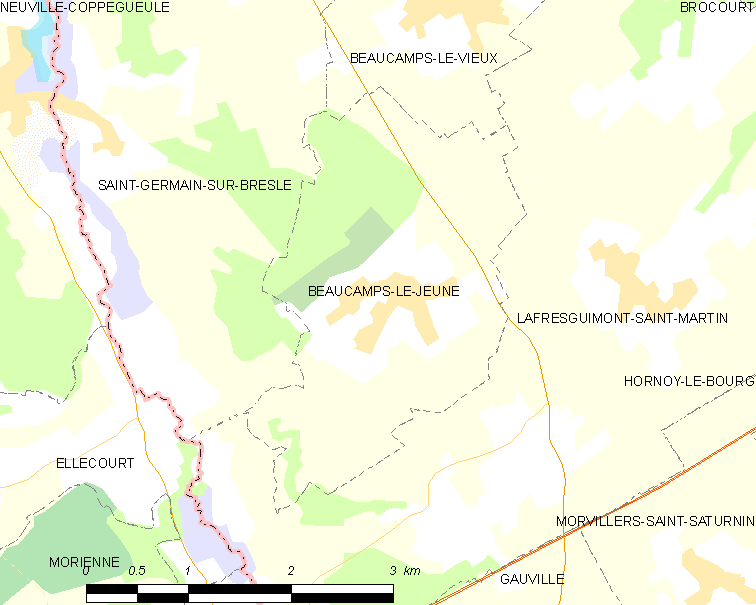
mapa del municipi

El 2007 la població de fet de Beaucamps-le-Jeune era de 188 persones. Hi havia 76 famílies de les quals 16 eren unipersonals (4 homes vivint sols i 12 dones vivint soles), 28 parelles sense fills, 24 parelles amb fills i 8 famílies monoparentals amb fills.

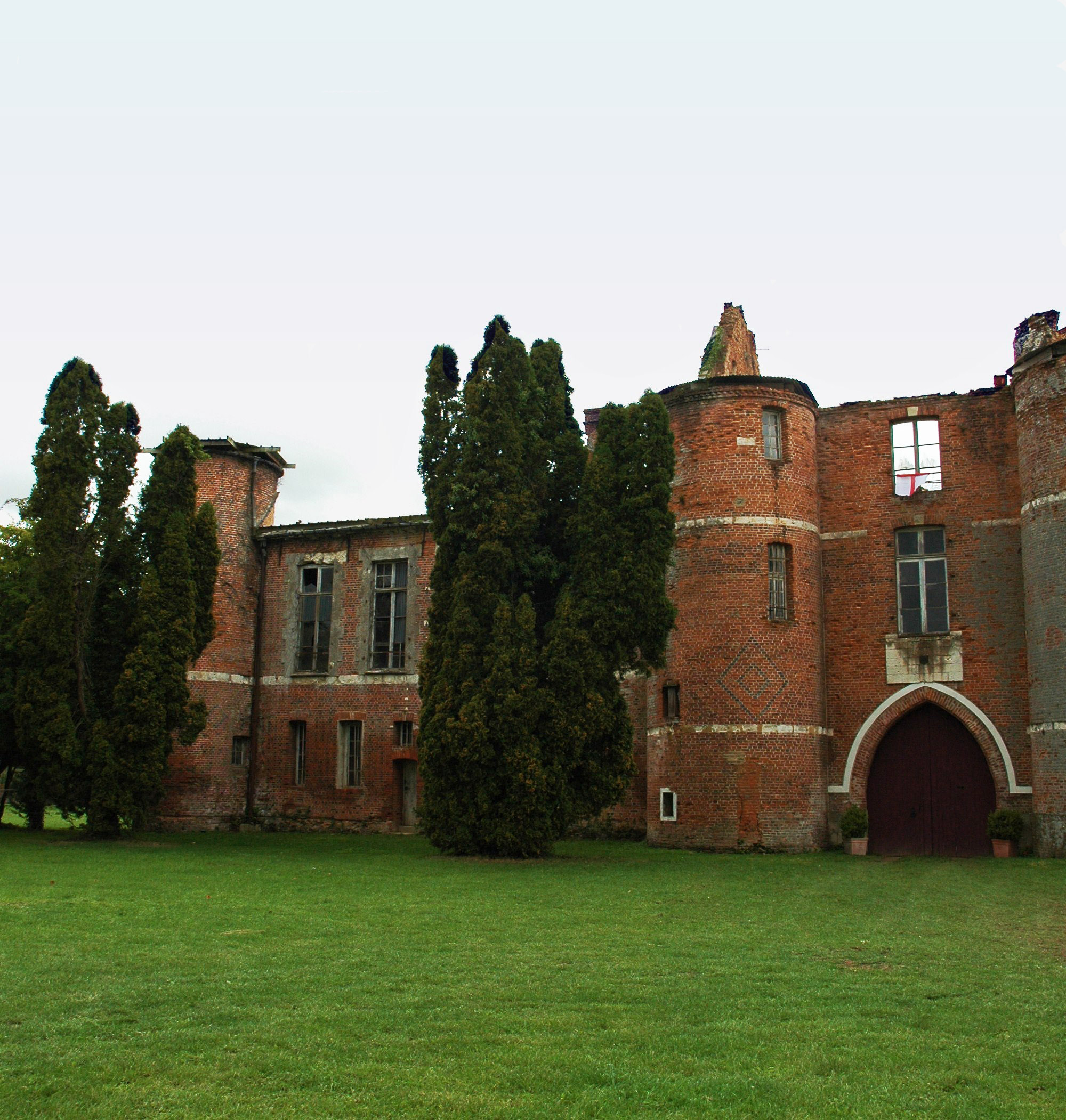
castell

La població ha evolucionat segons el següent gràfic:
Habitants censats

### Habitatges
El 2007 hi havia 93 habitatges, 77 eren l'habitatge principal de la família, 13 eren segones residències i 3 estaven desocupats. Tots els 92 habitatges eren cases. Dels 77 habitatges principals, 60 estaven ocupats pels seus propietaris, 14 estaven llogats i ocupats pels llogaters i 3 estaven cedits a títol gratuït; 5 tenien dues cambres, 10 en tenien tres, 23 en tenien quatre i 39 en tenien cinc o més. 69 habitatges disposaven pel capbaix d'una plaça de pàrquing. A 32 habitatges hi havia un automòbil i a 33 n'hi havia dos o més.

### Piràmide de població

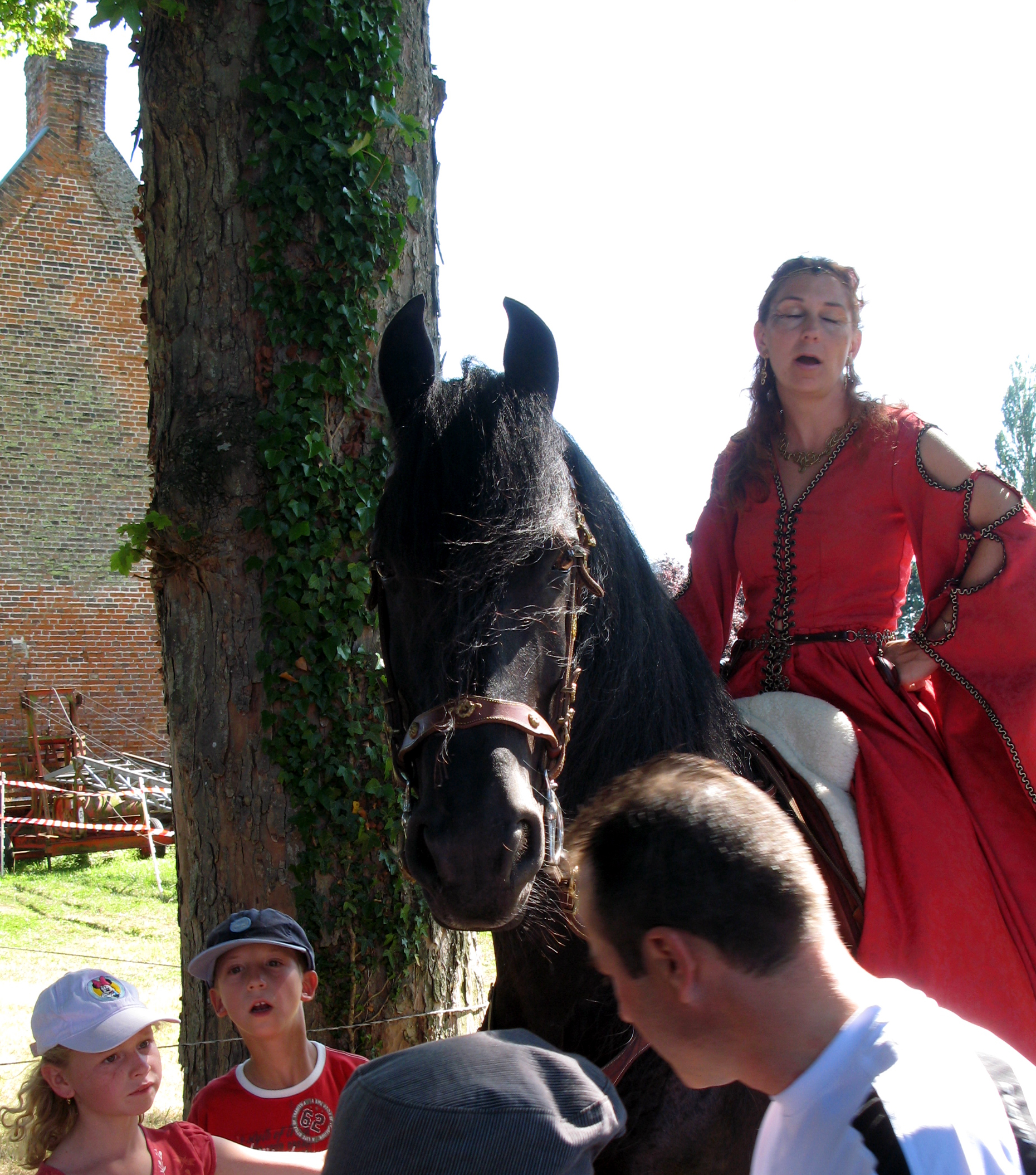

La piràmide de població per edats i sexe el 2009 era:
| Homes | Edats   | Dones |
| ----- | ------- | ----- |
| 0     | 95 o +  | 0     |
| 0     | 90 a 94 | 0     |
| 8     | 85 a 89 | 0     |
| 0     | 80 a 84 | 4     |
| 4     | 75 a 79 | 4     |
| 12    | 70 a 74 | 12    |
| 8     | 65 a 69 | 12    |
| 4     | 60 a 64 | 0     |
| 8     | 55 a 59 | 4     |
| 0     | 50 a 54 | 0     |
| 12    | 45 a 49 | 0     |
| 0     | 40 a 44 | 4     |
| 4     | 35 a 39 | 8     |
| 4     | 30 a 34 | 4     |
| 12    | 25 a 29 | 4     |
| 4     | 20 a 24 | 0     |
| 4     | 15 a 19 | 0     |
| 8     | 10 a 14 | 8     |
| 0     | 5 a 9   | 4     |
| 4     | 0 a 4   | 0     |

## Economia

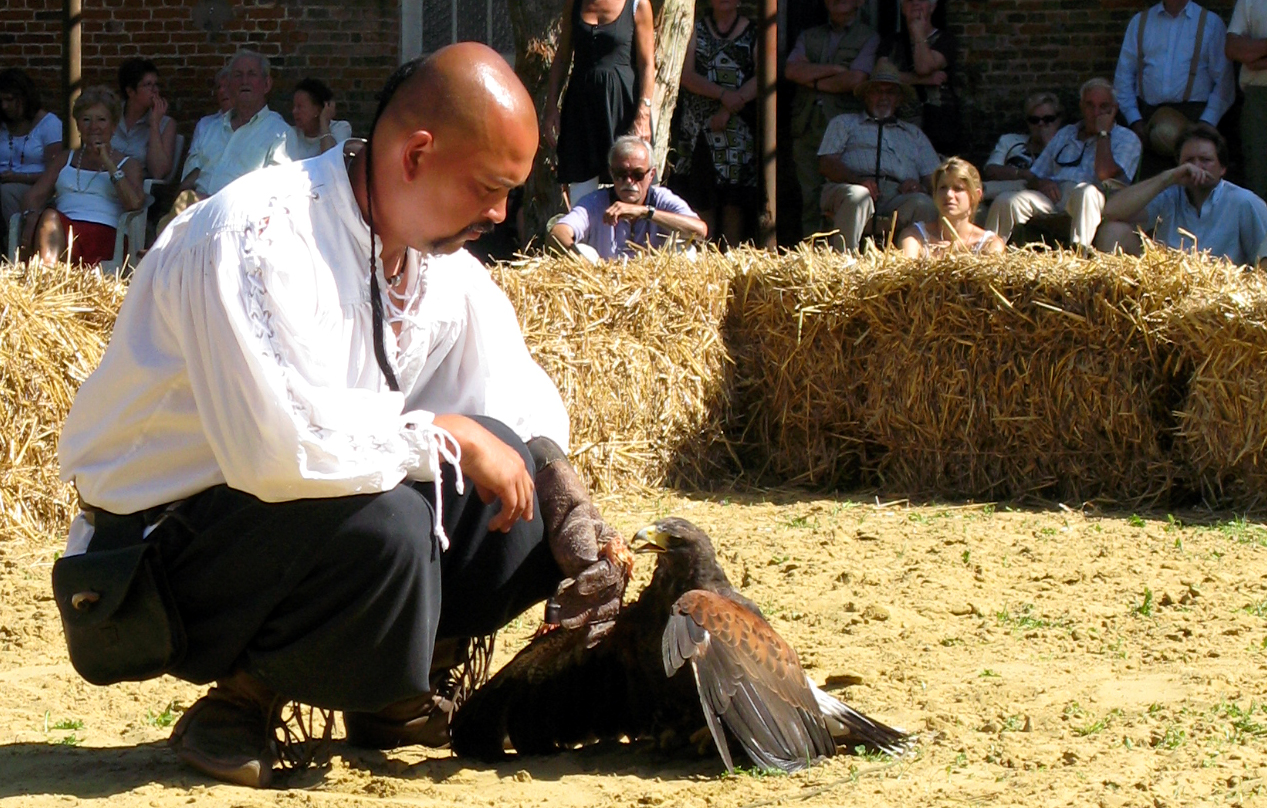

El 2007 la població en edat de treballar era de 109 persones, 78 eren actives i 31 eren inactives. De les 78 persones actives 71 estaven ocupades (41 homes i 30 dones) i 7 estaven aturades (3 homes i 4 dones). De les 31 persones inactives 17 estaven jubilades, 8 estaven estudiant i 6 estaven classificades com a «altres inactius».

### Ingressos

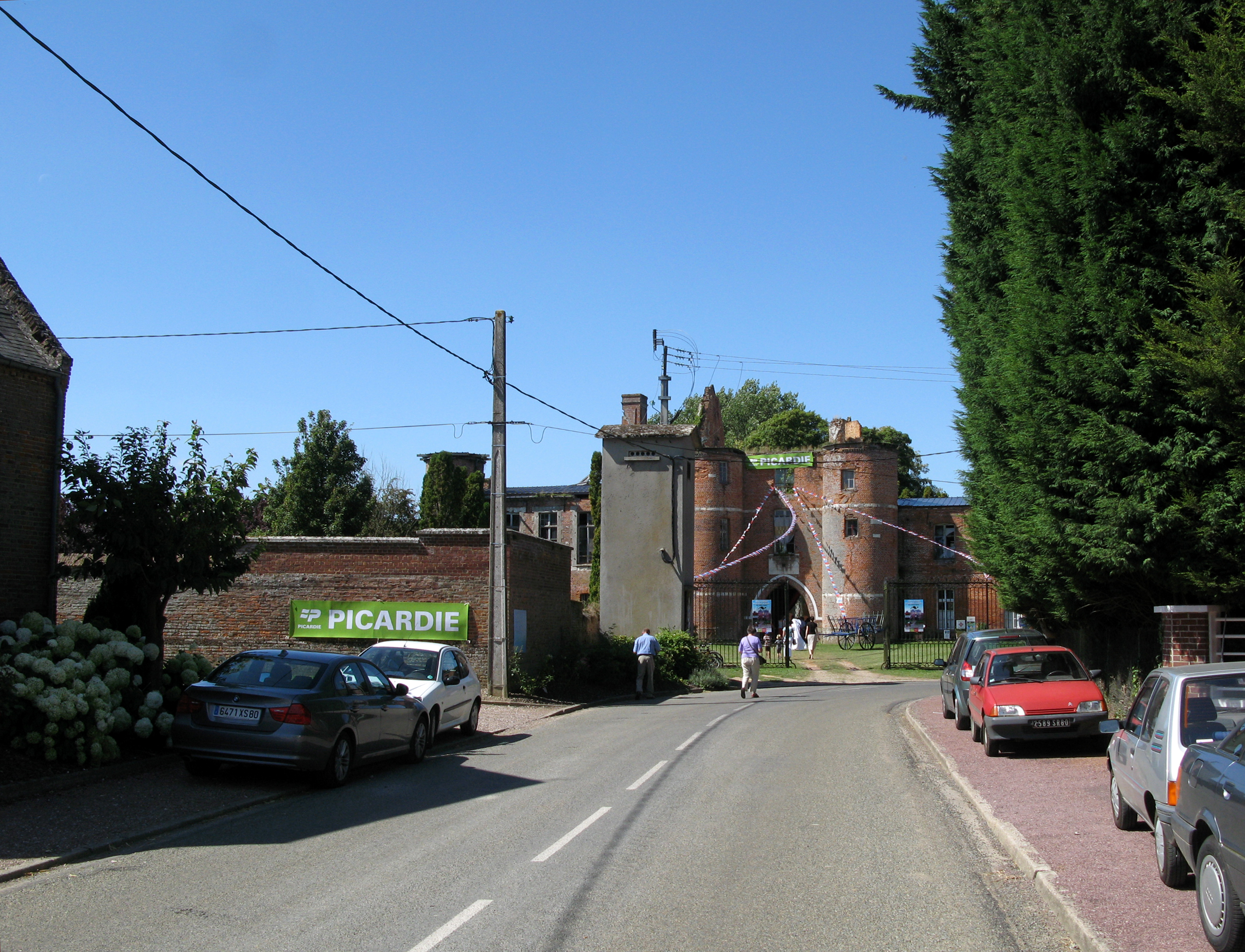

El 2009 a Beaucamps-le-Jeune hi havia 86 unitats fiscals que integraven 215 persones, la mediana anual d'ingressos fiscals per persona era de 14.125 €.

### Activitats econòmiques
Dels 7 establiments que hi havia el 2007, 1 era d'una empresa extractiva, 1 d'una empresa de construcció, 1 d'una empresa de comerç i reparació d'automòbils, 2 d'empreses financeres, 1 d'una empresa immobiliària i 1 d'una empresa classificada com a «altres activitats de serveis».
Dels 2 establiments de servei als particulars que hi havia el 2009, 1 era una lampisteria i 1 agència immobiliària.
L'únic establiment comercial que hi havia el 2009 era una adrogueria.

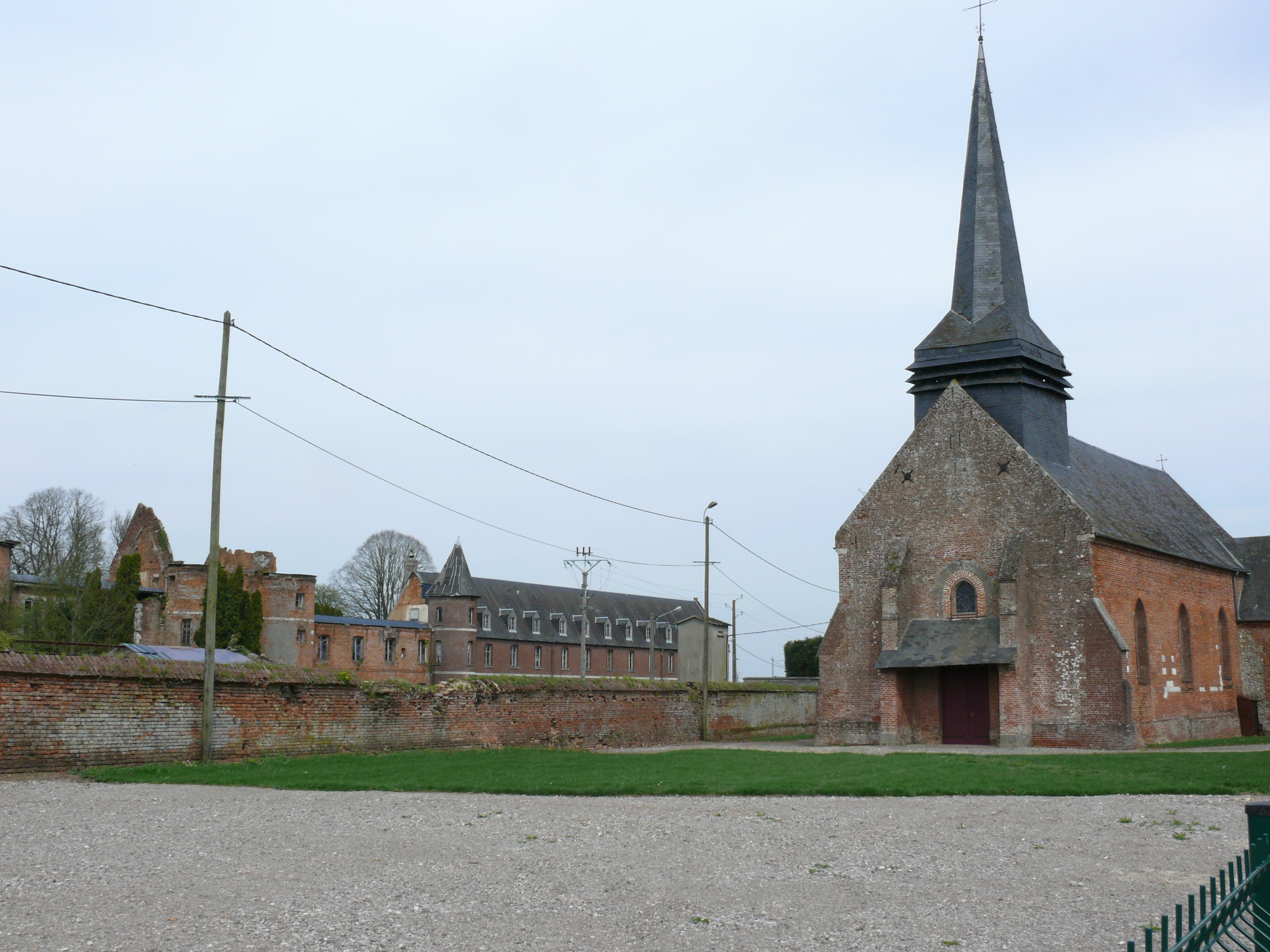

L'any 2000 a Beaucamps-le-Jeune hi havia 7 explotacions agrícoles.

## Poblacions més properes

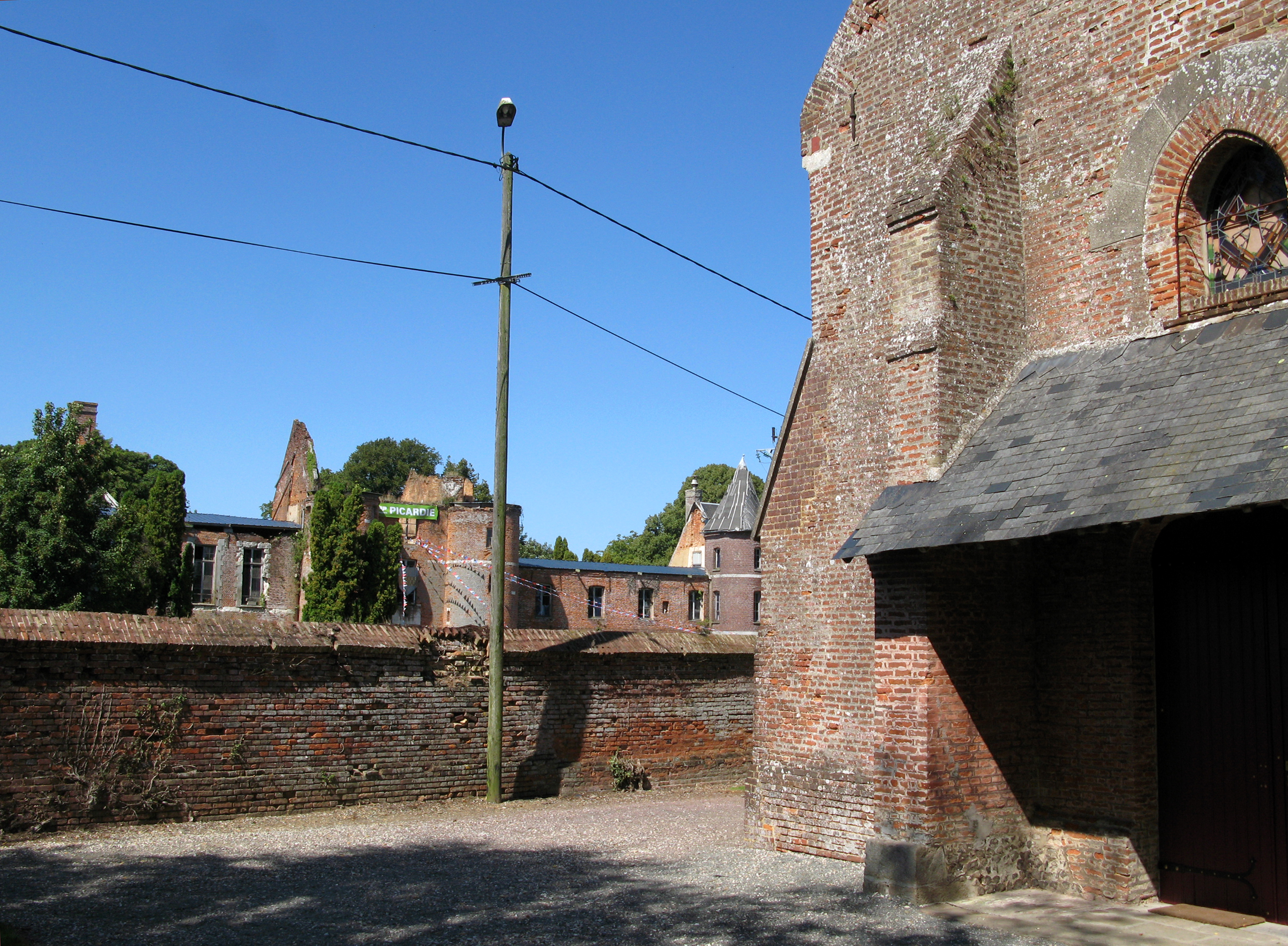

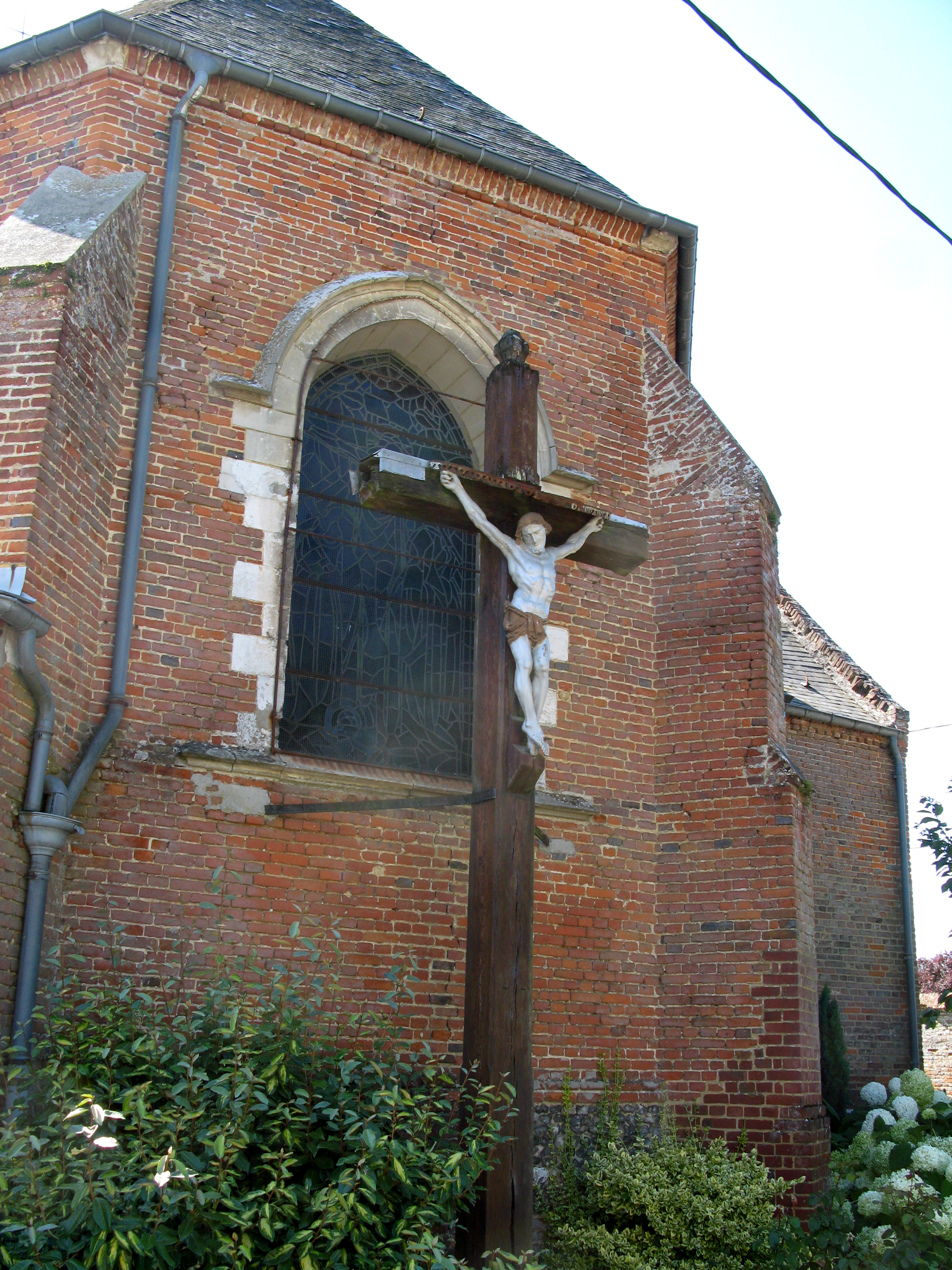

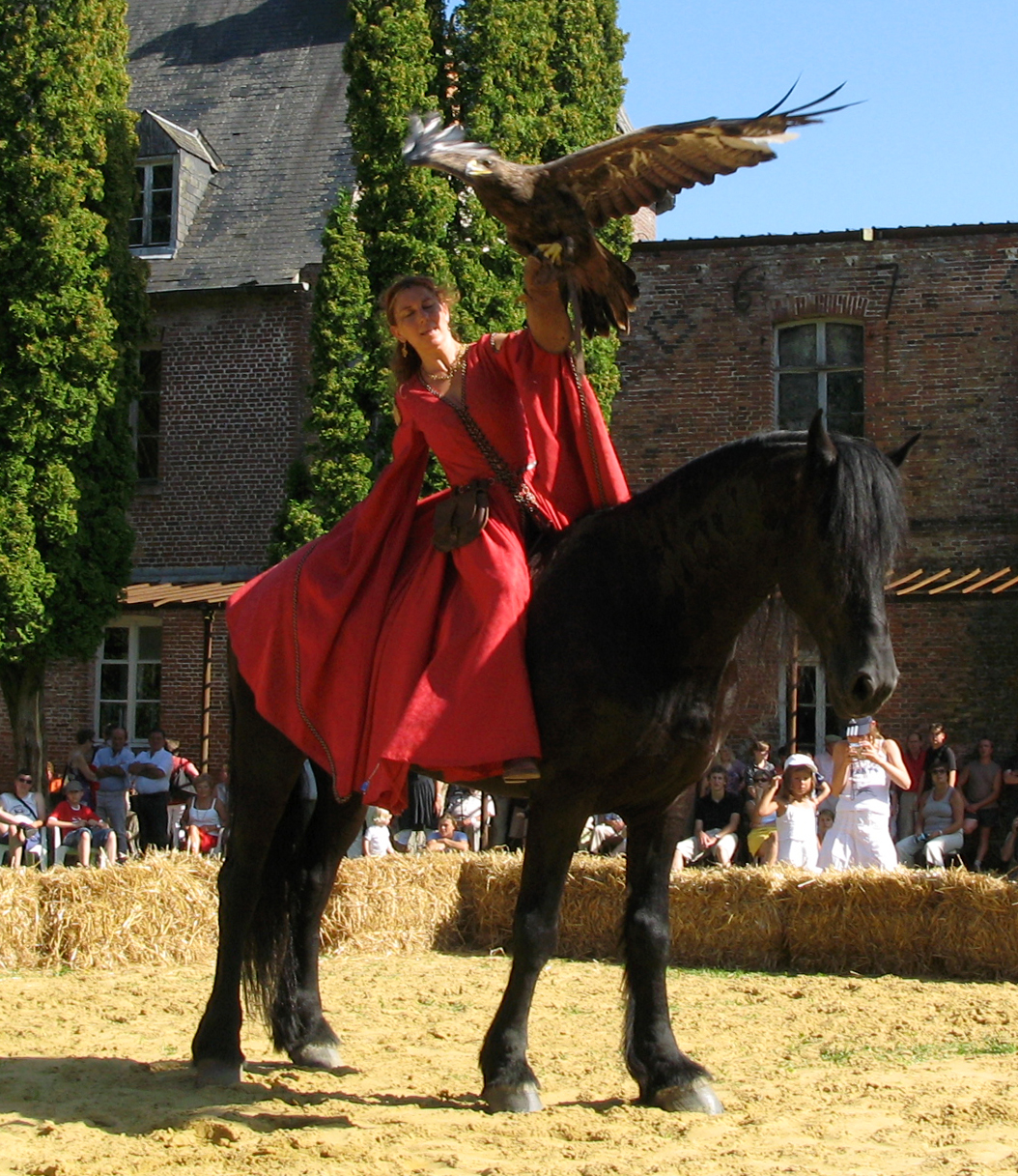

El següent diagrama mostra les poblacions més properes.